# 布魯盧斯湖
布魯盧斯湖（羅馬化：Buḥayrat al-Burullus）是埃及尼羅河三角洲的一個潟湖，名字來源於布魯盧斯鎮，源自古希臘語，意思是“海岸、海邊”。

## 地理
布魯盧斯湖位於埃及尼羅河三角洲的北部，長54公里，寬6~21公里，面積462平方公里，平均深度在0.75米至1米之間，湖水南淡北鹹，六條水道從湖的南部注入，輸送的農業排水佔布魯盧斯湖入湖水量的97%，其次是雨水（2%）和地下水（1%），湖水16%蒸發，80%流入大海。湖與地中海之間被一條寬約5.5公里的沙嘴隔開，湖口寬約250米，深5米，湖中有大約50個島嶼，總面積為0.7平方公里，湖的北岸主要是鹽沼和泥灘，而南岸主要是蘆葦床，主要的湖泊植被是眼子菜屬。

## 歷史
相傳耶穌一家逃往埃及時就住在這個湖附近。在埃及伊斯蘭時代早期位於潟湖口附近的布魯盧斯港是尼羅河三角洲沿岸的防禦性邊境定居點之一，此時布魯盧斯湖與尼羅河的羅塞塔分支連接，湖泊由於河流沉積的變化而向南擴大。當地人長期從事養魚業，從穆斯林征服埃及之前的時期一直延續到今天。

## 生態
布魯盧斯湖是尼羅河三角洲保存最完好的濕地之一，也是重要的鳥類棲息地和水禽的重要越冬區，湖區生活著33種魚類、23種爬行動物、112種鳥類和18種哺乳動物，包括小燕鷗、埃及夜鷹、小短趾百靈、白眼潛鴨、赤頸鴨、赤足鷸等鳥類，湖區也是赤蠵龜的繁殖地和叢林貓的活動區，20世紀初記錄了52種魚類，但數量由於農業排水流入湖泊導致鹽度降低而下降。